# Зельонки-Парцеля
Зельонкі-Парцеля (пол. Zielonki-Parcela) — село в Польщі, у гміні Старі Бабиці Варшавського-Західного повіту Мазовецького воєводства.
Населення — 776 осіб (2011).
У 1975-1998 роках село належало до Варшавського воєводства.

## Демографія
Демографічна структура станом на 31 березня 2011 року:
|          | Загалом | Допрацездатний вік | Працездатний вік | Постпрацездатний вік |
| -------- | ------- | ------------------ | ---------------- | -------------------- |
| Чоловіки | 377     | 89                 | 265              | 23                   |
| Жінки    | 399     | 59                 | 261              | 79                   |
| Разом    | 776     | 148                | 526              | 102                  |